# Robert Renan
Robert Renan Alves Barbosa (* 11. října 2003) je brazilský profesionální fotbalista, který hraje na pozici středního obránce za saúdskoarabský klub Aš-Šabab FC, kde je na hostování ze Zenitu Petrohrad.

## Klubová kariéra
Robert Renan debutoval v prvním týmu Corinthians 20. dubna 2022 při venkovní remíze 1:1 proti Associação Atlética Portuguesa v Copa do Brasil. V Sérii A debutoval 26. června 2022 při domácí remíze 0:0 proti Santosu.
V lednu 2023 podepsal Robert Renan pětiletou smlouvu s ruským klubem Zenit Petrohrad. Dne 4. ledna 2024 Zenit oznámil, že Renan přestoupí na hostování do Sport Club Internacional do konce roku 2024.
Dne 3. září 2024 byl Renan znovu vyslán na hostování, tentokrát do klubu Aš-Šabab FC v Saúdské Arábii.

## Reprezentační kariéra
Robert Renan hrál za Brazílii v kategorii do 18 a do 20 let.
Dne 3. března 2023 byl Robert překvapivě povolán do seniorského brazilského národního týmu dočasným manažerem Ramonem Menezesem na přátelské utkání proti Maroku.

## Statistiky

### Klubové
Platí k zápasu hranému 31. října 2023.
| Klub                      | Sezóna            | Liga               | Liga   | Liga | Národní pohár | Národní pohár | Kontinentální | Kontinentální | Ostatní | Ostatní | Celkově | Celkově |
| Klub                      | Sezóna            | Soutěž             | Zápasy | Góly | Zápasy        | Góly          | Zápasy        | Góly          | Zápasy  | Góly    | Zápasy  | Góly    |
| ------------------------- | ----------------- | ------------------ | ------ | ---- | ------------- | ------------- | ------------- | ------------- | ------- | ------- | ------- | ------- |
| Corinthians               | 2022              | Série A            | 10     | 0    | 3             | 0             | 0             | 0             | 0       | 0       | 13      | 0       |
| Zenit Petrohrad           | 2022/23           | Ruská Premier Liga | 9      | 0    | 1             | 0             | —             | —             | —       | —       | 10      | 0       |
| Zenit Petrohrad           | 2023/24           | Ruská Premier Liga | 4      | 0    | 3             | 0             | —             | —             | 1       | 0       | 8       | 0       |
| Zenit Petrohrad           | Celkově           | Celkově            | 13     | 0    | 4             | 0             | —             | —             | 1       | 0       | 18      | 0       |
| Internacional (hostování) | 2024              | Série A            | 0      | 0    | 0             | 0             | —             | —             | 0       | 0       | 0       | 0       |
| Celkově v kariéře         | Celkově v kariéře | Celkově v kariéře  | 23     | 0    | 7             | 0             | 0             | 0             | 1       | 0       | 31      | 0       |

## Úspěchy
Zenit Petrohrad
- Ruská Premier Liga: 2022/23, 2023/24
- Ruský pohár: 2023/24
- Ruský Superpohár: 2023

Brazílie U20
- Mistrovství Jižní Ameriky ve fotbale hráčů do 20 let: 2023